# WGC - CA Kampioenschap 2011
Het  WGC - CA Kampioenschap heet voluit het World Golf Championships-Cadillac Championship. Het werd van 10-13 maart gespeeld voor de vijfde keer op de Doral Golf Resort & Spa in Zuid-Florida. Ernie Els was titelverdediger.

## Formule
Aangezien het spelersveld niet zo groot was, werd er wel van twee tee's gestart, maar pas om 11:25 uur. Er was dus niet een ochtend- en een middagronde, zoals bij toernooien waar veel meer spelers aan mee doen. Alle spelers speelden 72 holes, er was dus geen cut.

## Militairen
Op dit toernooi werd onder het motto Birdies for the Brave aan militairen en veteranen speciale aandacht besteed. Ze hadden vrije toegang en naast de 17de green staat voor hen een speciale hospitalitytent.

## Verslag

#### Donderdag
Het was de eerste keer dat drie Europeanen de top 3-spelers van de wereldranglijst zijn en samen in dezelfde groep spelen: nummer 1 Martin Kaymer, nummer 2 Lee Westwood en nummer 3 Luke Donald.

Er werd om 11:20 uur (17:20 uur Midden-Europese Tijd) gestart, maar nog geen uur later ging de sirene en werd het spelen gestopt wegens slecht weer. Op hole 10 was een boom omgeblazen. Uren later werd er weer een paar holes gespeeld. Toen het donker werd, stond Hunter Mahan aan de leiding met −7 (hij moet nog 7 holes spelen), op −5 achtervolgd door Luke Donald,  Charley Hoffman, Japanner Ryo Ishikawa, Martin Kaymer, Matt Kuchar, Vijay Singh en Nick Watney.
3 van de 69 spelers zijn niet gestart: Bubba Watson was ziek, Ben Crane en Tim Clark hadden een blessure.

#### Vrijdag
Er is om 8:30 uur lokale tijd gestart om ronde 1 af te maken. Hunter Mahan bleef aan de leiding maar kreeg Ryo Ishikawa even naast zich. Martin Kaymer was een van de drie spelers met zeven birdies, en hij steeg met −6 naar de 3de plaats.
De tweede ronde verliep zonder problemen. Hunter Mahan bleef aan de leiding, Martin Kaymer en Francesco Molinari kwamen op de tweede plaats. Ishikawa maakte een ronde van 74 nadat het nieuws over de zeebeving bij Sendai bekend was geworden.

#### Zaterdag
Met nog enkele holes te gaan stonden Luke Donald, Nick Watney en Hunter Mahan aan de leiding met −12. Mahan eindigde met twee bogeys en zakte naar de 5de plaats, die hij deelt met Rory McIlroy, Adam Scott en Francesco Molinari. Watney maakte nog een birdie en een dubbel-bogey en kwam op de 2de plaats, net als Donald die nog een bogey op de laatste hole maakte. Nieuwe leider Dustin Johnson, die twee weken geleden de WGC Matchplay won, maakte een mooie ronde van −7 en kwam op een totaal van −13.

#### Zondag
Tiger Woods en Rickie Fowler maakten rondes van −6 en eindigden daardoor in de top 10. Nick Watney stond even aan de leiding totdat hij een bogey op hole 11 maakte. Dustin Johnson speelde op de hole achter hem, en beiden stonden vanaf dat moment op −14. Anders Hansen kwam op datzelfde moment op hole 15 op −13 en vormde even een bedreiging. Watney maakte echter een birdie op hole 12 en Johnson op hole 14 waarna ze samen op −15 stonden. Johnson keek toe vanaf de 18de fairway hoe Watney met een birdie eindigde en won.
- Leaderboard

| Nick Watney        | 67 | align=center\|T5  | 70 | align=center\|−7 | T4               | 68 | align=center\|−11 | T2                | 67 | align=center\|−16 | 1                |    |
| Dustin Johnson     | 69 | align=center\|T18 | 69 | align=center\|−6 | T8               | 65 | align=center\|−13 | 1                 | 71 | align=center\|−14 | 2                |    |
| Francesco Molinari | 68 | align=center\|T8  | 68 | align=center\|−8 | T2               | 70 | align=center\|−10 | T5                | 69 | align=center\|−13 | T3               |    |
| Anders Hansen      | 71 | align=center\|T32 | 69 | align=center\|−4 | T14              | 69 | align=center\|−8  | T9                | 67 | align=center\|−13 | T3               |    |
| Matt Kuchar        | 68 | align=center\|T8  | 69 | align=center\|−7 | T4               | 68 | align=center\|−11 | T2                | 71 | align=center\|−12 | 5                |    |
| Luke Donald        | 67 | align=center\|T5  | 72 | align=center\|−5 | T11              | 66 | align=center\|−11 | T2                | 72 | align=center\|−11 | T6               |    |
| Hunter Mahan       | 64 | −8                | 1  | 71               | align=center\|−9 | 1  | 71                | align=center\|−10 | T5 | 73                | align=center\|−9 | T9 |
| Martin Kaymer      | 66 | align=center\|3   | 70 | align=center\|−8 | T2               | 74 | align=center\|−6  | T14               | 74 | align=center\|−4  | T24              |    |
| Ryo Ishikawa       | 65 | align=center\|2   | 76 | align=center\|−3 | T19              | 70 | align=center\|−5  | T16               | 78 | align=center\|+1  | T42              |    |

## De spelers
Het spelersveld bestond uit de top 50 van de Official World Golf Ranking en enkele spelers die zich gekwalificeerd hadden. De laatste was Rory Sabbatini, die door het winnen van de Honda Classic in de top 10 van de Amerikaanse FedExCup kwam. 
| - Thomas Aiken - Robert Allenby - Aaron Baddeley - Thomas Bjørn - Jonathan Byrd - Paul Casey - K.J. Choi - SSP Chowrasia - Tim Clark - Ben Crane - Rhys Davies - Jason Day - Luke Donald - Ernie Els (2004, 2010) | - Ross Fisher - Rickie Fowler - Marcus Fraser - Hiroyuki Fujita - Jim Furyk - Retief Goosen - Bill Haas - Anders Hansen - Peter Hanson - Pádraig Harrington - Charley Hoffman - Yuta Ikeda - Ryo Ishikawa - Miguel Ángel Jiménez | - Dustin Johnson - Zach Johnson - Robert Karlsson - Martin Kaymer - Anthony Kim - Kyung-tae Kim - Matt Kuchar - Martin Laird - Hunter Mahan - Graeme McDowell - Rory McIlroy - Phil Mickelson (2009) - Edoardo Molinari - Francesco Molinari | - Ryan Moore - Kevin Na - Seung-yul Noh - Geoff Ogilvy (2008) - Louis Oosthuizen - Jeff Overton - Ryan Palmer - D.A. Points - Ian Poulter - Alvaro Quiros - Justin Rose - Rory Sabbatini - Charl Schwartzel - Adam Scott | - Peter Senior - Vijay Singh - Kevin Streelman - Steve Stricker - Bo Van Pelt - Jhonattan Vegas - Camilo Villegas - Nick Watney - Bubba Watson - Lee Westwood - Mark Wilson - Tiger Woods ('1999, 2002, 2003, 2005, 2006, 2007) - Y E Yang |

Zie ook het overzicht van de Europese PGA Tour 2011.